# Pauluskirche (Berlin-Lichterfelde)
Die Pauluskirche im Berliner Ortsteil Lichterfelde wurde im Stil der Backsteingotik von Fritz Gottlob geplant und errichtet. Die Baukosten betrugen 250.000 Mark (kaufkraftbereinigt in heutiger Währung: rund 2,11 Millionen Euro). Die Kirche wurde am 2. Juni 1900 eingeweiht. Nach großen Schäden im Zweiten Weltkrieg wurde das Kirchengebäude zwischen 1951 und 1957 unter Leitung von Erich Ruhtz und Karl Streckebach vereinfacht wieder aufgebaut und am 24. März 1957 von Bischof Otto Dibelius wieder eingeweiht. Im Jahr 1987 erfolgte eine grundlegende Renovierung der Kirche nach Plänen von Peter Lehrecke. Das Gotteshaus steht inzwischen unter Denkmalschutz.

## Geschichte

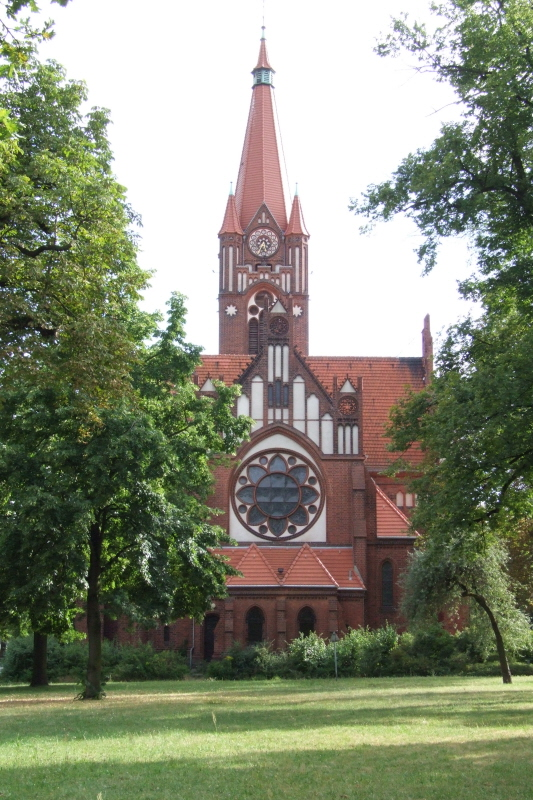
Apsis der Pauluskirche im Nordosten

Als die Gemeinde mehr Platz für den Gottesdienst brauchte, vergrößerte sie 1895 zunächst die Dorfkirche. Doch nachdem die Zahl der Einwohner auf über 10.000 gestiegen war, wurde der Neubau einer Kirche erforderlich. Zur Einweihung am 2. Juni 1900 entsandte Kaiserin Auguste Viktoria ihren Hofmeister, den Freiherrn von Mirbach. Bei einem Besuch wenige Tage danach stiftete die Kaiserin eine Taufschale und eine von ihr signierte Altarbibel, die beide 1987 während der Renovierungsarbeiten gestohlen wurden. Die Bronzeglocken wurden im Ersten Weltkrieg für Rüstungszwecke eingeschmolzen. Die 1922 angeschafften Gussstahlglocken blieben im Zweiten Weltkrieg erhalten.
Die Pauluskirche hatte während der Zeit des Nationalsozialismus mit Max Diestel (1925–1948), Walter Hildebrand (1928–1935), Peter Petersen (1930–1945) und Eugen Weschke (1937–1943) vier Pfarrer der Bekennenden Kirche, wohingegen der langjährige Pfarrer Wilhelm Antonowitz (1922–1950) Anhänger der Deutschen Christen war. Während Antonowitz in der Pauluskirche für die Deutschen Christen predigte, gab Petersen zeitgleich im Gemeindehaus Gottesdienste. Laut Pfarrer Karl-Arnd Techel sagte Petersen bei einer Predigt: „Meine Herren von der Gestapo, schreiben Sie bitte mit: Der Teufel kann auch durch den Mund eines Reichsleiters und Reichsministers reden.“ Als Petersen wegen der namentlichen Fürbitte für Martin Albertz, Hans Asmussen, Günther Dehn und Martin Niemöller von der Gestapo verhaftet wurde, äußerte er sich im Verhör im Juli 1942 mit feiner Ironie, dass die Denunziantin nervenkrank sei.
Als die alliierten Luftangriffe des Zweiten Weltkriegs erste Häuser in der Umgebung der Pauluskirche zerstörten, durften die Ausgebombten ihr gerettetes Mobiliar in die Kirche stellen. Am 24. März 1944 wurde auch die Pauluskirche von Bomben getroffen und brannte infolge des aufgetürmten Mobiliars eine volle Woche. Von der Innenausstattung wurden nur die von der Kaiserin Auguste Viktoria gestiftete Taufschale und die Altarbibel sowie der Korpus des Altarkruzifixes gerettet.
Die Außenmauern waren zwar ausgeglüht und durch Feuchtigkeit stark in Mitleidenschaft gezogenen worden, aber dennoch stabil genug, dass im Jahr 1951 mit dem Wiederaufbau begonnen werden konnte. Das Äußere der Kirche wurde bis auf den Dachreiter originalgetreu wiederhergestellt. Der Innenraum wurde vom Architekten Erich Ruhtz stark vereinfacht gestaltet und Spritzbeton auf Außenmauern und Emporenträger aufgetragen. Am 24. März 1957 wurde die wiederaufgebaute Kirche neu geweiht, doch erst am 17. Juli 1960 konnte die neue Orgel eingeweiht werden.
Am 18. Oktober 1987 konnte nach einjähriger Renovierung die Pauluskirche wieder eingeweiht werden. Die Akustik und Beleuchtung wurden verbessert (durch einen Kronenleuchter mit Schallsegel), eine Bodenheizung eingebaut, anstatt des bisherigen einheitlichen grauen Anstrichs wurde ein farbiger gewählt. Die Sitzordnung wurde aufgelockert, der Altarbereich verändert und eine neue, erhöhte Kanzel geschaffen (in Anlehnung an die Originaleinrichtung, jedoch nun auf der linken Seite platziert). Auch die Rosette wurde an Anlehnung an die originale wiedererschaffen.

## Gebäude

### Grundsätzliches
Die Pauluskirche, in Formen norddeutscher Backsteingotik des 14. Jahrhunderts unter Verwendung großer Ziegel im Klosterformat errichtet, folgte dem neugotischen Stil vom Ende des 19. Jahrhunderts. Dazu gehörte auch, dass das Kirchenschiff in einer Apsis mündet, die allerdings kein Ort für den Klerus war.
Für den Gebäudesockel wurden bearbeitete Granitfindlinge verwendet. Die Pauluskirche wurde seinerzeit, dem romantischen auf das deutsche Mittelalter ausgerichteten Zeitgeist folgend.

### Kirchenschiff
Das Langhaus der kreuzförmigen Kirche besteht aus einem Mittelschiff und zwei auf Gänge reduzierte Seitenschiffe von zwei Jochen, das von einem kurzen Querschiff und einem rechteckigen Chor ergänzt wird. Das Äußere der Kirche ist mit Strebepfeilern und Spitzbogenfenstern reich gegliedert. Das Querschiff, die Vorhalle und die Anbauten sind mit Staffelgiebeln verziert, die mit Fialen geschmückt sind.

### Turm
Der quadratische und 66 Meter hohe Turm, dem eine offene Vorhalle vorgelagert ist, befindet sich an der Südwestseite des Kirchenschiffes. In den seitlichen Anbauten des Turmes befinden sich Treppenhäuser. Das Glockengeschoss des Turmes ist von zwei Blendenfriesen eingefasst. Die Schallarkaden verbergen sich hinter einem großen Maßwerk. Neben den Uhrgiebeln befinden sich vier Ecktürmchen, über allem erhebt sich ein spitzer oktogonaler Helm. Der Turm erhielt drei Gussstahlglocken, die 1922 vom Bochumer Verein hergestellt wurden.
| Glocke | Schlagton | Gewicht (kg) | Durchmesser (cm) | Höhe (cm) | Inschrift                                                                                    |
| ------ | --------- | ------------ | ---------------- | --------- | -------------------------------------------------------------------------------------------- |
| 1.     | a°        | 2800         | 200              | 155       | NIEMAND HAT GRÖSSERE LIEBE, DENN DIE, DASS ER SEIN LEBEN LÄSST FÜR SEINE FREUNDE. JOH. 15,13 |
| 2.     | c'        | 1810         | 166              | 138       | ABER WIR VERZAGEN NICHT. 2. KOR. 4,8                                                         |
| 3.     | f'        | 0780         | 130              | 105       | DIE MIT TRÄNEN SÄEN, WERDEN MIT FREUDEN ERNTEN. PS. 126,5                                    |

## Hauptportal
Das zweiteilige Hauptportal ist als Doppel-Spitzbogen ausgeführt. Die Türen erhielten schmiedeeiserne Zierbeschläge, die der Architekt mit entworfen hatte. Ausgeführt wurden die Kunstschmiedearbeiten von der Firma Bächler & Paasche aus dem Ort.

## Inneres

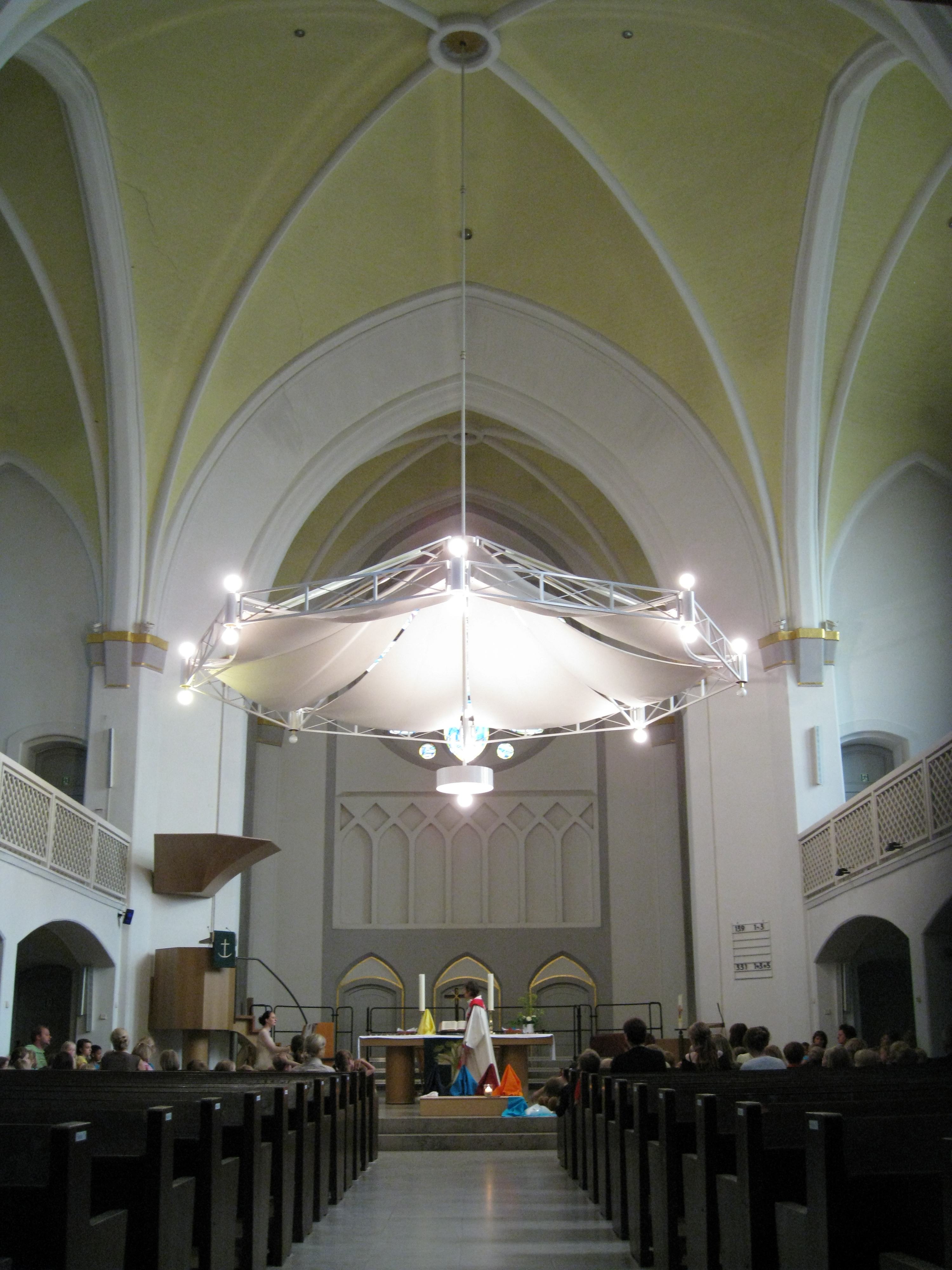
Altar der Pauluskirche

### Kirchenschiffe, Wände
Im Innern waren nur die Ziegel der Architekturteile sichtbar, wie beispielsweise die Gewölberippen, die Flächen waren glatt geputzt. Das mit acht Kreuzkappen überwölbte Kirchenschiff erhielt eine Empore, die Vorhalle ein Sterngewölbe. Die Kirche war reich ausgemalt.

### Erneuerungen und Modernisierungen
Nach dem Wiederaufbau erfolgten in den nächsten Jahren weitere Renovierungen der Kirche. Die Dampfheizung wurde durch eine besser regulierbare Warmwasserheizung ersetzt. Die Fensterrose hinter dem Altar wurde erneuert, ebenso die Fenster. Im Zentrum des Kirchenschiffs wurde ein Kronleuchter angebracht. Die Sitzordnung wurde der geometrischen Gegebenheit des Raumes angepasst. Die Bänke wurden so aufgestellt, dass der Altar mittig steht. Die Kanzel, die seit 1957 auf der rechten Seite vom Altar stand, wurde 1987 neu gestaltet, sie hat aus akustischen Gründen wieder einen Schalldeckel und wurde auf die linke Seite gerückt.
Zur Verbesserung der Akustik wurden Verkleidungen und Verstärkungen an den Wänden angebracht, ohne dass sie die Wirkung des neugotischen Raumes stören. Die Verstärkung der Wände blieb auf die Seiten der Apsis beschränkt, wo sie kaum auffällt. Hinter den Brüstungen der Emporen verbergen sich schallschluckende und schallreflektierende Flächen. Auch die Gummieinlagen im „Segel“ des Kronleuchters wirken als Schallreflektoren. Die künstliche Beleuchtung unterstreicht die Architektur des Raumes, das Segel des Kronleuchters wird indirekt angestrahlt.
Die Kirche war in der unmittelbaren Nachkriegszeit grau gestrichen worden. Die renovierte Kirche dagegen ist farbig gehalten. Das freistehende Kreuz steht im Zentrum des Blickfeldes der Gottesdienstbesucher. Es ist zwar nicht dasselbe von 1957, es führt aber die Tradition des ehemaligen Wandkreuzes fort. Nach mehrjähriger Bauzeit wurde die Pauluskirche am 18. Oktober 1987 wieder eingeweiht.

### Fenster
Die Glasfenster wurden 1957 von Hermann Kirchberger entworfen, und von den Werkstätten Puhl & Wagner hergestellt. Nach dem Zweiten Weltkrieg war die Rückwand der Apsis stark hintermauert worden, um die beschädigten Formsteine der Rosette zu festigen. Dadurch war die Rosette auf den mittleren Kreis geschrumpft. Da aber nach entsprechenden Untersuchungen keine Schäden festgestellt wurden, konnte die Wand abtragen werden, um die Blätter der Rosette wieder zu öffnen und die farbige Verglasung zu ergänzen.
Darüber hinaus wurden zwischen den Blättern kleine runde Durchbrüche hergestellt, die es ursprünglich nicht gab. Nunmehr leuchtet die wieder geöffnete Rosette über dem Altarraum als Abbild einer Blüte. Das Mittelstück zeigt eine Dornenkrone, eine Traube und Ähren. Zwei große dreiteilige Fenster stehen sich im Mittelschiff gegenüber. Sie stellen Weihnachten und Ostern dar. Ein kleines Fenster auf der Weihnachtsseite stellt Jesaja dar, der in seinen Weissagungen auf Christus hinweist. Ein weiteres zeigt Mose mit den Gesetzestafeln. Auf der anderen Seite gegenüber fallen als Pfingstmotiv sieben Flammentropfen vom Himmel. Ein anderes Bild drückt mit dem Regenbogen aus, dass die Gemeinde noch immer darauf wartet, dass Jesus als Weltenherrscher wiederkommt. Die kleinen Fenster unter der Empore tragen die Namen der Schwesterkirchen in Lichterfelde, die alle einmal zur Paulusgemeinde gehörten. Ein großes Fenster zeigt Paulus, den Namenspatron der Kirche, am Boden liegend, ein Schwert neben sich. Er war Kämpfer und Wegbereiter für die Kirche Christi und ist Vorbild für die Paulusgemeinde.

### Orgel

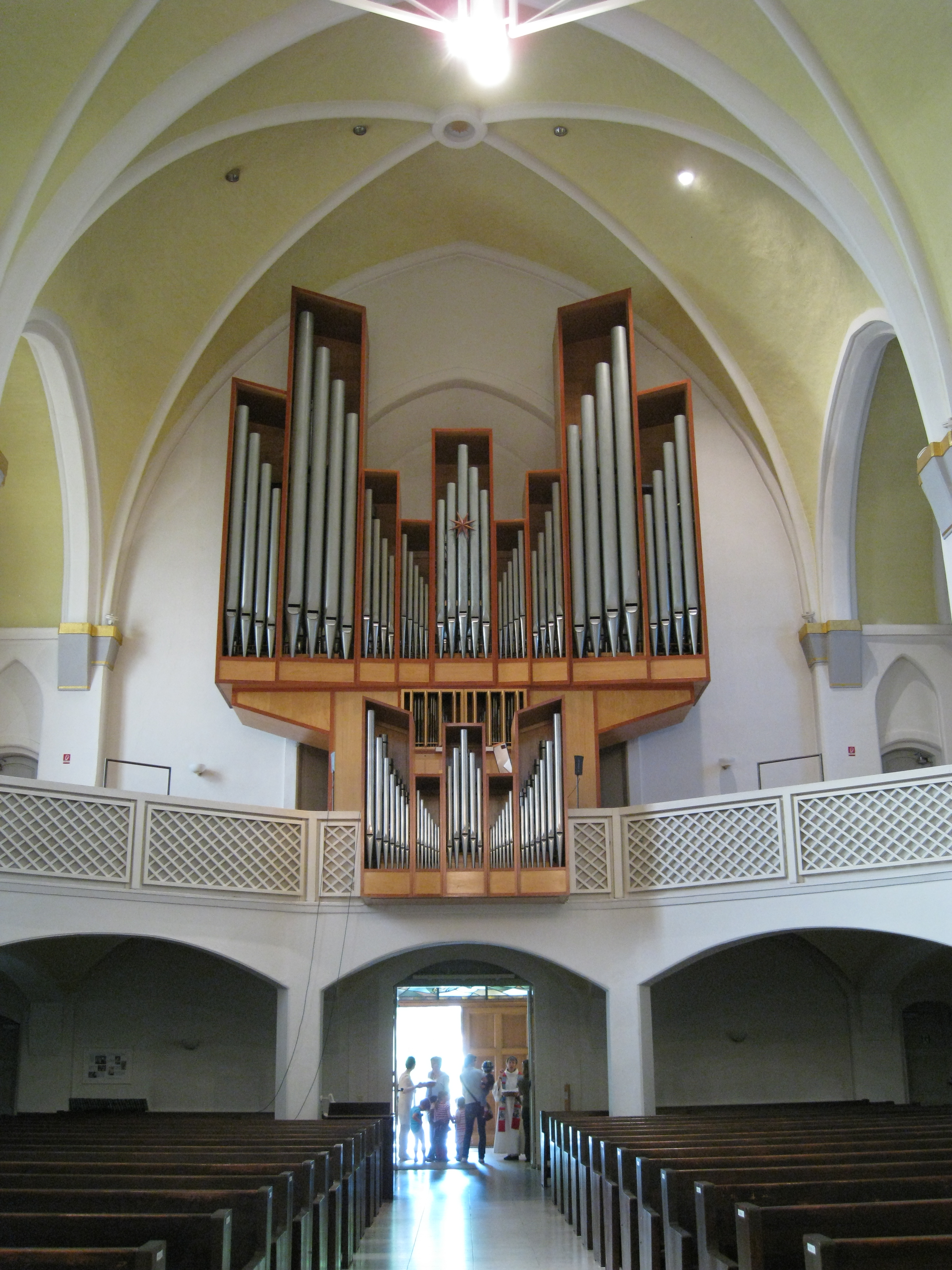
Orgel der Pauluskirche

Vor der Zerstörung stand in der Pauluskirche, dem Baustil der Kirche angepasst, eine Orgel mit zwei Manualen und Pedal der Berliner Firma Gebrüder Dinse in einem neugotischen Gehäuse. Sie hatte zwar ein sehr würdiges Aussehen, in klanglicher Beziehung war die Orgel aber unbefriedigend. Mit der Zerstörung der Pauluskirche wurde diese Orgel 1944 vernichtet. 1958 wurde eine neue Orgel mit 30 klingenden Stimmen, verteilt auf drei Manuale und Pedal, in Auftrag gegeben. Bis zur Fertigstellung der neuen Orgel diente ein Harmonium als Instrument. Während die Orgel in der Werkstatt der Firma Schuke gebaut wurde, mussten die Träger an der Orgelempore verstärkt und Podeste gebaut werden, damit sich das Instrument aufstellen ließ. Am 17. Juli 1960 fand die Orgelweihe statt. Der Gesamtpreis für den ersten Bauabschnitt der Orgel mit der Hälfte der vorgesehenen 30 Register einschließlich Gehäuse und Ventilator betrug damals 58.307 Mark (kaufkraftbereinigt in heutiger Währung: rund 162.000 Euro).
Im Jahr 1964 wurden im zweiten Bauabschnitt weitere Register hinzugefügt bzw. ausgetauscht. Die Orgel in der Pauluskirche entsprach den klanglichen Vorstellungen von 1957. Aber noch immer ließ sich mit den vorhandenen Klangfarben ein erheblicher Teil der Orgelliteratur des 19. und 20. Jahrhunderts nur unbefriedigend wiedergeben. Um diesem Mangel abzuhelfen, erfolgte nach der Renovierung und Umgestaltung der Kirche eine notwendig gewordene Überholung der Orgel. Es wurden noch einige neue Register hinzugefügt, die vor allem die Grundtönigkeit der Orgel erheblich verstärken, sodass sich nun die Orgelliteratur der Romantik und des angehenden 20. Jahrhunderts adäquater darstellen lässt. Das Klangbild stellt sich folgendermaßen dar:
| I. Rückpositiv |    |
| Rohrflöte      | 8′ |
| Spitzgedackt   | 4′ |
| Prinzipal      | 4′ |
| Waldflöte      | 2′ |
| Sesquialter II |    |
| Sifflöte       | 1′ |
| Scharff IV     |    |
| Krummhorn      | 8′ |
| Tremulant      |    |

| II. Hauptwerk |     |
| Prinzipal     | 08′ |
| Koppelflöte   | 08′ |
| Oktave        | 04′ |
| Gemshorn      | 04′ |
| Oktave        | 02′ |
| Mixtur IV–VI  |     |
| Quintadena    | 16′ |
| Trompete      | 08′ |

| III. Brustwerk/Schwellwerk |       |
| Gedackt                    | 8′    |
| Weidenpfeife               | 8′    |
| Rohrflöte                  | 4′    |
| Prinzipal                  | 2′    |
| Quinte                     | 1 ⁄3′ |
| Cornettino III             |       |
| Mixtur III                 |       |
| Rohrschalmei               | 8′    |
| Tremulant                  |       |

| Pedal        |     |
| Prinzipal    | 16′ |
| Untersatz    | 16′ |
| Gemshorn     | 08′ |
| Prinzipal    | 08′ |
| Hohlflöte    | 04′ |
| Nachthorn    | 02′ |
| Hintersatz V |     |
| Posaune      | 16′ |
| Schalmei     | 04′ |
| Zimbelstern  |     |

- Koppeln: I/P II/P III/P III/II I/II

## Pfarrer und Pfarrerinnen
- 1900–1910 Max Stolte
- 1908–1923 Karl Grüneisen
- 1910–1924 August Stock (nach ihm ist der Stockweg benannt)
- 1922–1950 Wilhelm Antonowitz
- 1924–1930 Heinrich Koch
- 1925–1948 Max Diestel
- 1928–1935 Walter Hildebrand
- 1930–1945 Peter Petersen
- 1937–1943 Eugen Weschke
- 1944–1954 Alfred Schröder
- 1945–1954 Franz Molzahn
- 1949–1978 Martin Gern
- 1951–1967 Alfred Ulrich
- 1955–1965 Joachim Heichen
- 1967–1971 Peter Paul Junge
- 1968–1977 Helmut Giese
- 1971–1982 Karl-Ernst Kleiner
- 1980–1984 Rolf Tischer
- 1977–1998 Angelika Fischer
- 1984–1992 Lothar Voigt
- 1985–2002 Paul-Gerhard Fränkle
- 1997–2004 Heike Schulz
- 2002–2020 Gabriele Helmert
- 2006–2013 Michael Juschka
- 2014–2023 Barbara Neubert
- seit 2021 Björn-Christoph Sellin-Reschke